# Premio Roma Videoclip
Premio Roma Videoclip è il più importante riconoscimento nazionale italiano che premia i videoclip tratti da colonne sonore o video musicali; è stato istituito nel 2003 a Roma. Si tratta di un premio che permette l'incontro della musica e del cinema, visto che molti attori alle volte si cimentano in videoclip.

## I edizione
La prima edizione si è svolta nel 2003.

## II edizione
La seconda edizione si è svolta nel 2004.

## III edizione
La terza edizione si è svolta nel 2005.

## IV edizione
La quarta edizione si è svolta nel 2006; di seguito vengono elencati i premiati.
- Soli di Luisa Corna
- Panico dei B-Nice
- Incantevole dei Subsonica
- (Tanto)³ di Jovanotti
- Non fermateci di Piotta
- Life in the year 2001 dei Medusa's Spite
- Il miglior tempo dei Lombroso
- Love dei The Afterglow
- Something epic dei Babylonia
- Il momento giusto di Sux
- Hot dog cobra dei The Record's
- Coincidenze strane di Luca Elia
- Quorinrivolta dei Punto G
- La formica di Marco Meloni
- Mi vuoi ancora degli Stadio
- La mia parte intollerante di Caparezza
- Estate dei Negramaro
- Le donne lo sanno di Ligabue
- Restafestagangsta dei Flaminio Maphia
- How to save your life di Violante Placido
- E tu sei lì di Attilio Fontana
- Fobia di Alibabà
- Peluche di Attilio Fontana
- Va tutto bene di Alibìa
- Verso oriente di Maxiata
- Non dimentico più dei Deasonika
- In me deo Moltheni
- Un tempo piccolo dei Tiromancino
- Come closer dei Feldmann
- Il tuo nemico di Vega's
- Sei o non sei di Marco Casu

## V edizione
La quinta edizione della manifestazione si è svolta nel 2007; di seguito vengono elencati i premiati.
| Videoclip                                     | Interprete           | Regia                            | Attori                                     |
| --------------------------------------------- | -------------------- | -------------------------------- | ------------------------------------------ |
| Passione                                      | Neffa                | Maria Sole Tognazzi              |                                            |
| Il pane, il vino e la visione                 | Sergio Cammariere    | Mimmo Calopresti                 |                                            |
| Il mutevole abitante del mio solito involucro | Silvia Salemi        | Beppe Fiorello                   |                                            |
| Ormai                                         | Silvia Salemi        | Giorgio Pasotti                  |                                            |
| T'insegnerò                                   | Povia                | Matteo De Nicolò                 | Carla Fracci                               |
| Pensa                                         | Fabrizio Moro        | Marco Risi                       |                                            |
| Parole rumori e giorni                        | Fabrizio Moro        | Gaetano Morbioli                 |                                            |
| Alibi                                         | Mina                 | Anthony La Molinara              |                                            |
| L'alba di domani                              | Tiromancino          | Federico Zampaglione             |                                            |
| Un altro mare                                 | Tiromancino          | Vania Tegamelli                  |                                            |
| Angoli di cielo                               | Tiromancino          | Cosimo Alemà                     |                                            |
| Ferro e cartone                               | Francesco Renga      | Gaetano Morbioli                 |                                            |
| Il vuoto                                      | Franco Battiato      | Franco Battiato                  |                                            |
| Gino e l'alfetta                              | Daniele Silvestri    | Alex Infascelli                  | Daniele Liotti e Valerio Mastandrea        |
| Dalla pelle al cuore                          | Antonello Venditti   | Gaetano Morbioli                 | Francesco Venditti e Giulia Elettra Gorini |
| Alta marea                                    | Antonello Venditti   | Stefano Salvati                  | Angelina Jolie                             |
| E Raffaella è mia                             | Tiziano Ferro        | Gaetano Morbioli                 | Raffaella Carrà                            |
| Festa                                         | Alex Britti          | Cosimo Alemà                     | Jonis Bascir                               |
| Torno subito                                  | Max Pezzali          | Cosimo Alemà                     | Marco Giallini                             |
| Sei fantastica                                | Max Pezzali          | Romana Meggiolaro                | Maria Chiara Augenti                       |
| Nera                                          | Luca Jurman          | Gabriele Muccino                 |                                            |
| Cosa vuoi che sia                             | Ligabue              | Alex Infascelli                  | Fabio Troiano                              |
| Will hunting                                  | Medusa's Spite       | Simone Pellegrini                |                                            |
| Breath of the soul                            | Christine J. Johnson | Victor Rambaldi e Diana Giordano |                                            |
| Non parlarmi non ti sento                     | Jano                 | Francesco Milasi                 |                                            |
| La ricetta                                    | Sara Rados           | Sara Rados                       |                                            |
| La danza dell'amor                            | Elena Presti         | Riccardo Antonaroli              |                                            |
| Maledetta me                                  | La Menade            | Luis Prieto                      |                                            |
| Suicidio d'amore                              | Gianna Nannini       | Kal Karman                       | Piero Cardano                              |

## VI edizione
La VI edizione si è svolta nel 2008. Di seguito vengono riportati artisti e registi premiati.
Artisti
- Alexia
- Fiorella Mannoia
- Gianna Nannini
- Donatella Rettore
- Tony Esposito
- James Senese
- Edoardo Vianello
- Sabrina Impacciatore
- Roberto Farnesi
- Andrea Miglio Risi
- Le Vibrazioni
- Silvio Muccino
- Fabrizio Moro
- Syria
- Giorgia
- negramaro
- Paolo Bonvino
- Eugenio Bennato
- Le Mani
- Ania

Attori
- Carolina Crescentini
- Sabrina Impacciatore
- Sarah Maestri
- Andrea Miglio Risi
- Andrea De Rosa
- Crisula Stafida
- Kledi Kadiu
- Fabrizio Sabatucci

Registi
- Davide Marengo
- Pierluigi Ferrandini
- Sergio Rubini
- Fabio Luongo
- Luigi Cecinelli
- Dario Baldi
- Giuseppe Gagliardi
- Marco Martani
- Marco Salom
- Anna Negri
- Marco Carlucci
- Luca Tommassini
- Cosimo Alemà
- Tony D'Angelo
- Gabriele Paoli
- Simone Pellegrini
- Frank Di Mauro
- Romana Meggiolaro

Assegnati durante la manifestazione anche i seguenti premi:
- Premio Speciale "Compositore Cinematografico dell'Anno" a Louis Siciliano
- Premio Speciale "Precursore incontro cinema e musica" al Edoardo Vianello
- Premio ai giovani registi del corso di Regia del Video Clip, dell'accademia Act Multimedia:
  - Come puoi di Giuseppe Amorisco
  - Bambola di sale di Ilaria Castellana
  - Volo senza ali di Natascia Pannone
  - Oltre note di Giuseppe Pignone

## VII edizione
Nel 2009 si è svolta la settima edizione della manifestazione; di seguito vengono elencati i premiati.
| Videoclip            | Interprete                        | Regia                   | Film                    |
| -------------------- | --------------------------------- | ----------------------- | ----------------------- |
| Piangi Roma          | Baustelle feat. Valeria Golino    | Fabio Paleari           | Giulia non esce la sera |
| Senza nuvole         | Alessandra Amoroso                | Patrizio Marone         | Amore 14                |
| Aprila               | Biagio Antonacci                  | Fabio&Fabio             | Ex                      |
| Meraviglioso         | negramaro                         | Giovanni Veronesi       | Italians                |
| C.D.E.               | Orange                            | Samuele Franzini        | Generazione mille euro  |
| Canzone in prigione  | Marlene Kuntz                     | Davide Ferrario         | Tutta colpa di Giuda    |
| Angel's child        | Caterina Sangineto                | Giorgio Arcelli Fontana | Principessa part time   |
| Ancora qui           | Renato Zero                       | Alessandro D'Alatri     |                         |
| Invece no            | Laura Pausini                     | Alessandro D'Alatri     |                         |
| Luca era gay         | Povia                             | Marco Carlucci          |                         |
| E non sai            | Alexia feat. Madame Sisì          | Marco Carlucci          |                         |
| Proposta stuzzicante | Sebá                              | Marco Carlucci          |                         |
| Safari               | Jovanotti                         | Peppe Toia              |                         |
| Nessuno è perfetto   | Gemelli DiVersi                   | Cosimo Alemà            |                         |
| Per dimenticare      | Zero assoluto                     | Cosimo Alemà            |                         |
| Terra                | Daniel Meguela                    | Daniele Persica         |                         |
| Cat Black D          | Medusa's Spite                    | Simone Pellegrini       |                         |
| Ciao amore ciao      | Vincenzo Bocciarelli ed Eva Lopez | Piero Balzoni           |                         |

## VIII edizione
Nel 2010 si è svolta l'ottava edizione della manifestazione; di seguito vengono elencati i premiati
| Videoclip                       | Interprete                  | Regia            | Film                      | Attori                                  |
| ------------------------------- | --------------------------- | ---------------- | ------------------------- | --------------------------------------- |
| La prima cosa bella             | Malika Ayane                | Simone Manetti   | La prima cosa bella       |                                         |
| Acque sicure                    | Virginiana Miller           | Simone Manetti   | La prima cosa bella       | Alessandra Cantini e Francesco Rapalino |
| Casting                         | Mambassa                    | Lucio Pellegrini |                           | Diane Fleri                             |
| Mentre dormi                    | Max Gazzè                   | Rocco Papaleo    | Basilicata coast to coast |                                         |
| Orgoglio senza tempo            | Sal da Vinci                | Gabriele Paoli   |                           | Martina Pinto                           |
| Parla piano                     | Vinicio Capossela           | Valerio Mieli    |                           |                                         |
| Timida                          | Modà                        | Marco Carlucci   |                           |                                         |
| Shock Me                        | Princess Bee                | Fabrizio Cestari |                           |                                         |
| Come Bud Spencer e Terence Hill | Controtempo                 | Marco Gallo      |                           |                                         |
| Il cantante                     | Lost                        | Gabriele Paoli   |                           |                                         |
| Baciami ancora                  | Jovanotti                   | Gabriele Muccino | Baciami ancora            |                                         |
| 50mila                          | Nina Zilli e Giuliano Palma | Naù Germoglio    | Mine vaganti              |                                         |

Premiati durante la manifestazione anche:
- Francesco Zampaglione e Andrea Moscianese: "Premio Rivelazione Colonna Sonora" per il film Shadow, regia di Federico Zampaglione
- Louis Siciliano: "Premio miglior composizione 2010" per le musiche dei film Happy Family, Due vite per caso e 20 sigarette
- Matteo Bernardini: "Premio International" che ha diretto Oh Yeah di Moby
- Cattleya: "Premio miglior coreografia musicale" per il film Oggi sposi di Luca Lucini

## IX edizione
Nel 2011 si è tenuta la nona edizione della manifestazione, precisamente nei giorni 14 e 21 dicembre. La nona edizione viene inoltre trasmessa su Music Box Italia, canale 703 di Sky.
| Videoclip           | Interprete         | Regia                               | Film                     | Attori |
| ------------------- | ------------------ | ----------------------------------- | ------------------------ | --- |
| Vuoto a perdere     | Noemi              | Fausto Brizzi                       | Femmine contro maschi    | Carla Signoris e Serena Autieri                                                                                        |
| Poi inventi il modo | Noemi              | Noemi e Luca Gregori                |                          | |
| Basta così          | Negramaro ed Elisa | Paolo Marchione                     |                          | Alessandro Borghi e Nausicaa Benedettini                                                                               |
| Per farti tornare   | Francesco Renga    | Edoardo Leo                         |                          | |
| Quanto ancora       | Tiromancino        | Dario Albertini                     |                          | |
| L'essenziale        | Tiromancino        | Dario Albertini                     |                          | |
| Da qui              | Serena Menarini    | Fabrizio Cattani                    | Maternity Blues          | Andrea Osvárt e Monica Bîrlădeanu                                                                                      |
| Va così             | Le Vibrazioni      | Beppe Tufarulo                      | La scuola è finita       | Valeria Golino |
| Immaturi            | Alex Britti        | Cosimo Alemà                        | Immaturi                 | Ambra Angiolini, Luca Bizzarri, Barbora Bobuľová, Paolo Kessisoglu, Ricky Memphis e Anita Caprioli                     |
| Ride on             | Louis Siciliano    | Francesco Maria Dominedò            | 5                        | Matteo Branciamore, Giorgia Würth, Emma Nitti, Alessandro Borghi, Francesco Arca, Christian Marazziti, Valter D'Errico |
| Freaks!             | About Wayne        | Claudio Di Biagio e Matteo Bruno    | Freaks!                  | |
| Capocotta Dreamin   | Marco Conidi       | Massimiliano Bruno                  | Nessuno mi può giudicare | Raoul Bova, Paola Cortellesi, Anna Foglietta e Rocco Papaleo                                                           |
| O' pitbull          | Ciccio Merolla     | Gennaro Silvestro                   |                          | Germano Bellavia, Giacomo Rizzo, Gianni Ferreri e Antonio Pennarella                                                   |
| Dimmi che non c'è   | Heléna             | Daniele Coluccini e Matteo Botrugno |                          | |
| Full of Pride       | Stanis             | Marco Gallo                         |                          | Domenico Balsamo e Giovanna Rei                                                                                        |
| Gioia nel cuore     | Rio                | Cristian Biondani                   |                          | Denny Méndez, Alessia Ventura e Laura Gauthier                                                                         |
| L'ultimo cielo      | Max Gazzè          | Simone Petralia                     |                          | |
| Napoli Vincente     | Barbato De Stefano | Barbato De Stefano                  |                          | |
| Look into myself    | BG                 | Dario Acocella                      |                          | Bianca Guaccero |
| Gone                | Mammooth           | Tonino Zangardi                     | Sandrine nella pioggia   | Sara Forestier e Adriano Giannini                                                                                      |
| Accanto             | Franco Simone      | John Real                           | Native                   | |

### Special Award
Durante la IX edizione sono stati assegnati anche i seguenti special award:
- Noemi come artista dell'anno[9]
- Pivio e Aldo De Scalzi come miglior compositori
- Claudio Santamaria: premio alla carriera cinematografica e musicale
- Stefano Salvati per la regia del "videoclip di sempre" Gli spari sopra di Vasco Rossi
- Donatella Rettore per Caduta massi tour 2011
- Franco Simone riceve anche il premio "Latina film commission Award" per la carriera e la canzone "Accanto"

## X edizione
La decima edizione della manifestazione “Il cinema incontra la musica” si è tenuta il 5 dicembre 2012 presso il Nuovo Cinema Aquila, lo spazio che è stato sequestrato alla criminalità organizzata ed è stato interamente ristrutturato dal Comune di Roma per offrire alla città un nuovo spazio culturale dedicato al cinema e alle arti visive.
Nell'ambito della manifestazione Franco Simone ha ricevuto un premio speciale "Roma Videoclip 2012 International Career Award" per i suoi 40 anni di carriera con la motivazione: "perché 40 anni dopo, continua a rinnovarsi e per il suo "Dizionario dei sentimenti" televisivo, prezioso anche per il cinema italiano"

## XI edizione
L'undicesima edizione del premio si è svolta il 2 dicembre 2013 presso il Nuovo Cinema Aquila di Roma. Di seguito i videoclip premiati:

### Il cinema incontra la musica
- Sotto casa - Max Gazzé, regia di Lorenzo Vignolo (con la partecipazione di Samuele Gazzè)
- L'essenziale - Marco Mengoni, regia di Giuseppe La Spada
- A bocca chiusa - Daniele Silvestri, regia di Valerio Mastandrea (con la partecipazione di Renato Vicini)
- Precipitazione e We Will Save the Show - Violante Placido, regia di Massimiliano D'Epiro
- Lella - Orchestraccia, regia di Marco Bonini (con Vanessa Incontrada, Sabrina Impacciatore, Ambra Angiolini, Donatella Finocchiaro ed Elda Alvigini)
- Song for the Old Man - Spiritual Front, regia di Carlo Roberti (con la partecipazione di Gianni Garko)
- Queen of the Dance Floor - Nayked, Alexandra Damiani e Axer, regia di Carlo Roberti (con la partecipazione di Ornella Muti)
- Amore che vieni amore che vai - Antonio Diodato, regia di Gianni Costantino (con la supervisione di Daniele Luchetti, tratto dal film “Anni Felici” di Daniele Luchetti)
- La vita possibile - Francesco Renga, regia di Alessandro Gassman (tratto dal film Razza bastarda di Alessandro Gassman)
- Fare a meno di te - La Elle, regia di Edoardo Leo (tratto dal film Buongiorno papà di Edoardo Leo)
- Dove cadono i fulmini - Erica Mou, regia di Rocco Papaleo (tratto dal film Una piccola impresa meridionale regia di Rocco Papaleo)
- Anima di vento - Nathalie, regia di Andrea Falbo ed Andrea Gianfelice
- Razionalità - Velvet regia di Saku (per Premio Gemellaggio Pivi)
- Il silenzio di Niccolò Fabi e Mokadelic, tratto dal film Pulce non c'è di Giuseppe Bonito
- Ti sorriderò e "Dentro ogni brivido" di Marco Carta, tratti dal cortometraggio Insieme di Anna Maria Liguori
- Piano piano on the road, con Alessandra Celletti e regia di Marco Carlucci
- Stabat Mater di Franco Simone con Michele Cortese e Gianluca Paganelli, regia di Federico Mudoni

### Per la colonna sonora
- Flowers bossom di Thony, regia di Filippo Grespam tratto dal film Tutti i santi giorni di Paolo Virzì
- Davide Cavuti e Marco Biscarini dal film Itaker – Vietato agli italiani di Tony Trupia

## XII edizione
La dodicesima edizione del premio si è svolta il 24 novembre 2014 presso il Nuovo Cinema Aquila di Roma. La manifestazione ha riscosso notevole successo, premiando i risultati più felici dello speciale incontro fra musica e cinema.
- Un amore così grande - Negramaro, regia di Giovanni Veronesi
- China Town - Caparezza, regia di Jacopo Rondinelli
- Tutta colpa di Freud - Daniele Silvestri, regia di Paolo Genovese
- Liberi - Tiromancino, regia di Marco Pavone
- Mai saputo il tuo nome - Tiromancino, regia di Federico Zampaglione
- 1969 - The Niro, regia di Andrea Jako Giacomini
- Giulia domani si sposa - Artù, regia di Sabrina Paravicini
- Il miracolo - Après La Classe, regia di Davide Minnella
- Taggami il nervo dell'amore - Dedo & The Megaphones, regia di Max Gazzè e Dedo & The Megaphones
- California - Mad Shepherd, regia di Marco Gallo
- La questione - Michele Cortese, regia di Federico Mudoni
- Rosa pallido - Lorella Mazza, regia di Serena Pasquali Lasagni
- Troppo poco - Luca D'Aversa, regia di Dandaddy
- Terre mosse - Rio, regia di Gianni Gaudenzi e Stefano Naldi

ANTEPRIMA:
- L'Anamour - Nathalie, regia di Gianluca Della Monica

SPECIAL AWARD:
- Giulia Michelini
- Federico Zampaglione
- Davide Cavuti - dal film L'Altro Adamo di Pasquale Squitieri
- Ottavia Fusco - dal film L'Altro Adamo di Pasquale Squitieri
- Francesco Sarcina
- Sabrina Paravicini
- Guido Maria Ferilli
- Rino Gaetano Band
- Emanuele Carioti - Giornalista - 25 anni nel mondo del giornalismo

COMPOSITORI:
- Louis Siciliano
- Shigeru Umebayashi
- Giorgio Giampà